# La Neuville
La Neuville ist eine französische Gemeinde mit 606 Einwohnern (Stand: 1. Januar 2022) im Département Nord in der Region Hauts-de-France. Sie gehört zum Arrondissement Lille und zum Kanton Templeuve-en-Pévèle. Die Einwohner nennen sich Neuvillois(es).

## Geografie
La Neuville liegt etwa elf Kilometer südsüdöstlich von Lille und elf Kilometer nördlich von Douai. Umgeben wird La Neuville von den Nachbargemeinden Attiches im Norden und Osten, Thumeries im Süden, Wahagnies im Südwesten und Westen sowie Phalempin im Westen und Nordwesten.

## Bevölkerungsentwicklung
| Jahr                       | 1962 | 1968 | 1975 | 1982 | 1990 | 1999 | 2006 | 2012 | 2020 |
| Einwohner                  | 379  | 459  | 501  | 513  | 588  | 639  | 680  | 664  | 633  |
| Quellen: Cassini und INSEE |      |      |      |      |      |      |      |      |      |

## Sehenswürdigkeiten
- Kirche Saint-Blaise, erbaut um 1869
- Schloss L’Eremitage (Monument historique)
- zwei Britische Militärfriedhöfe

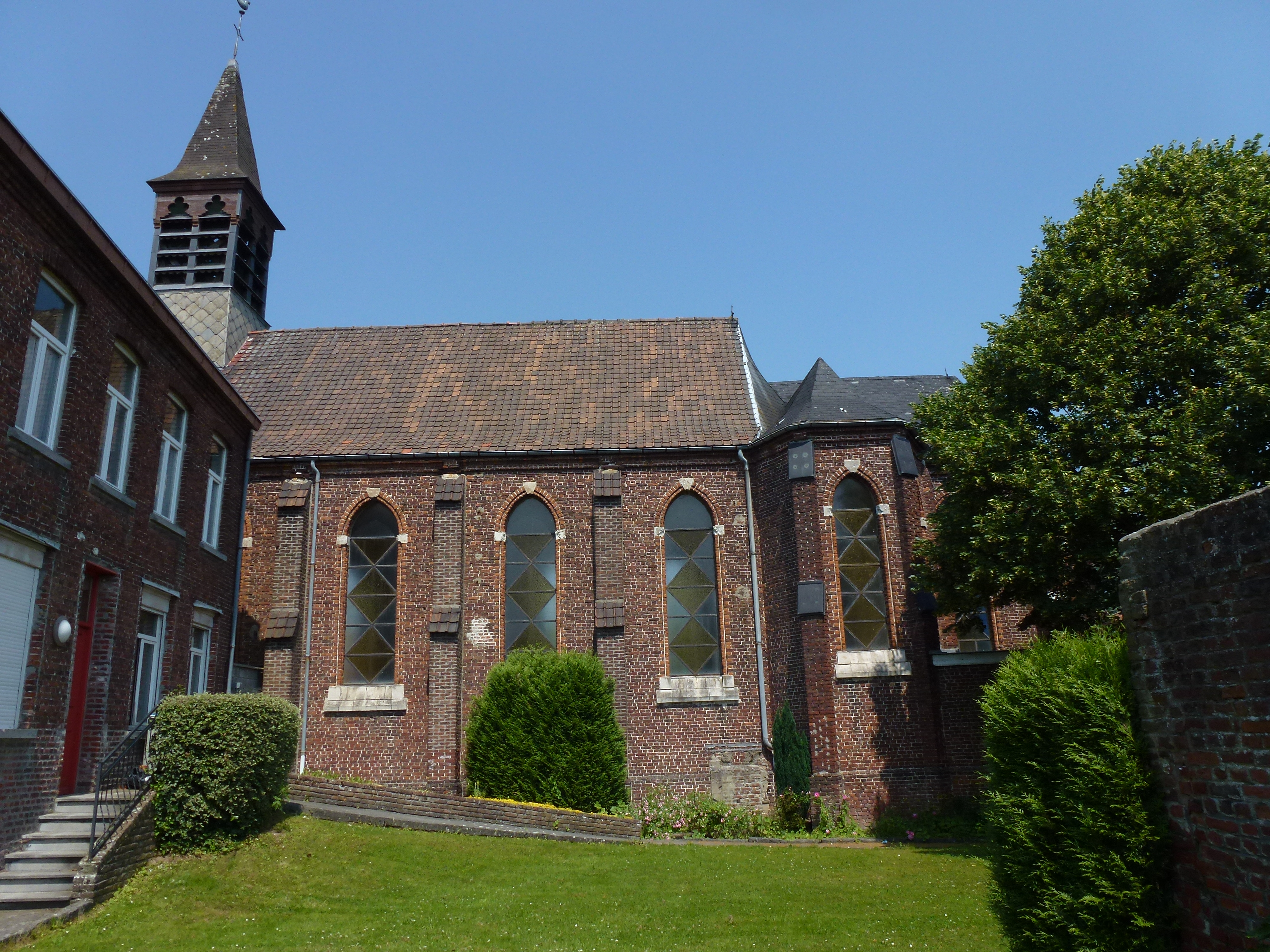
Kirche Saint-Blaise
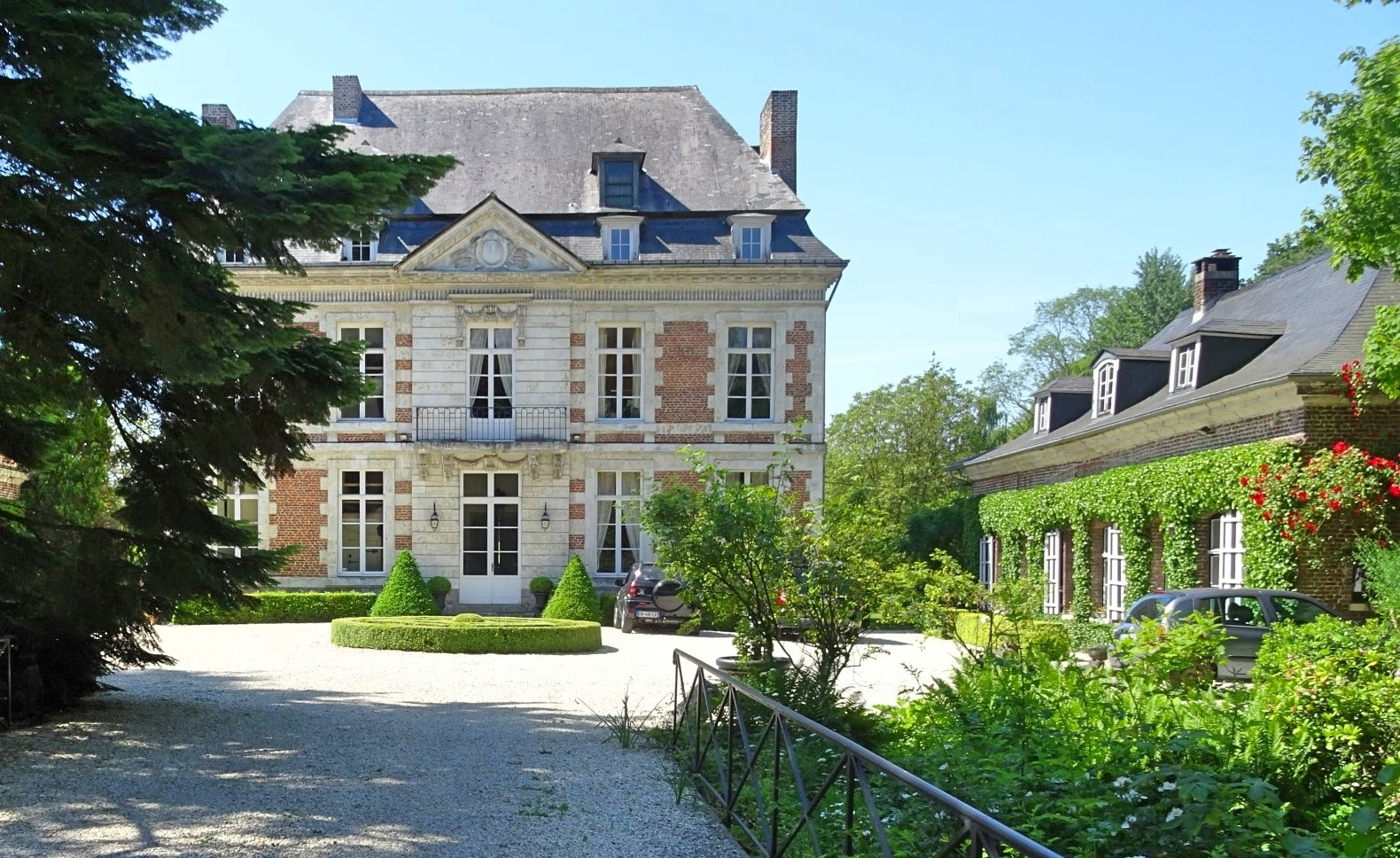
Schloss L’Eremitage
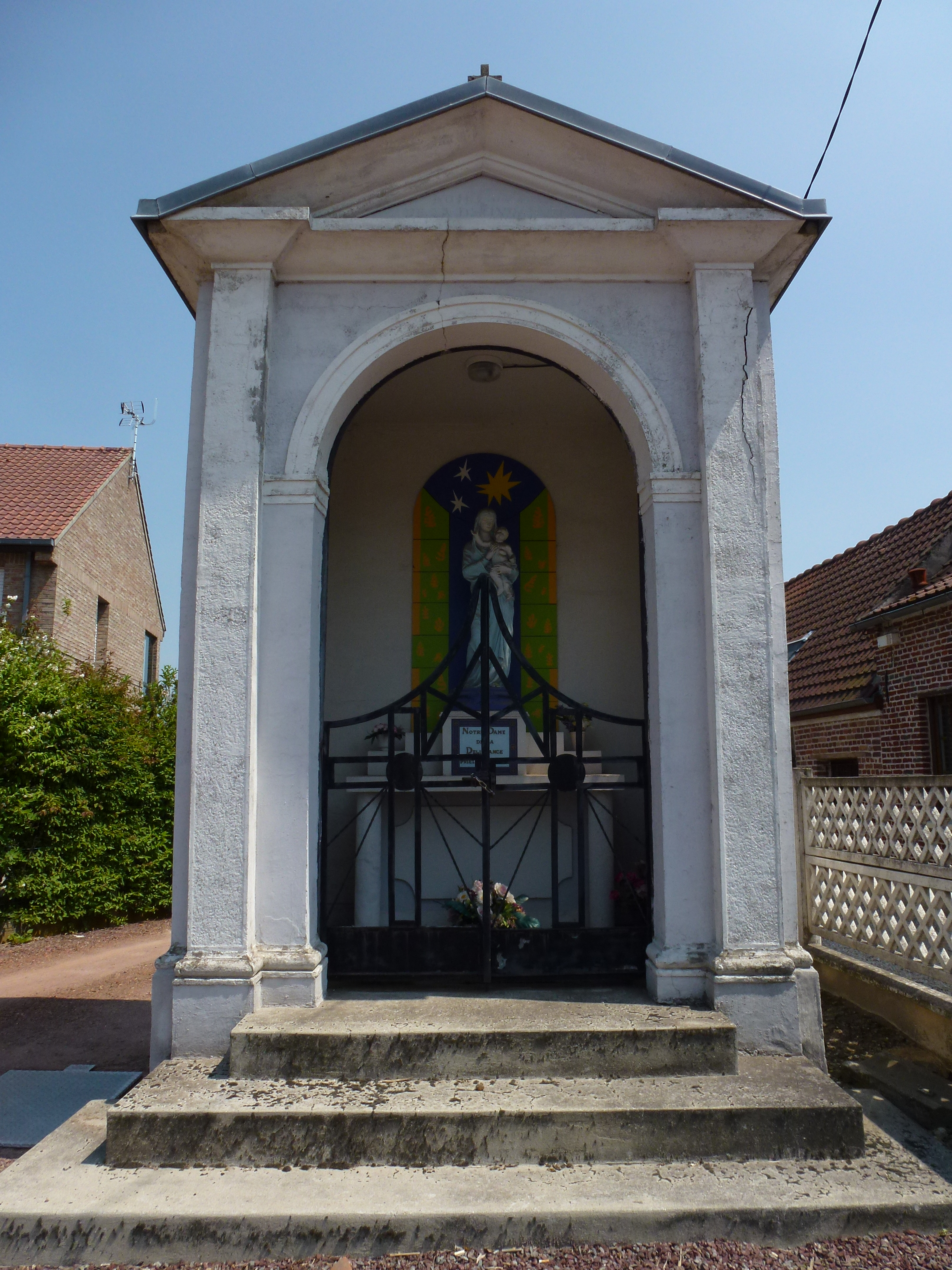
Oratorium Notre-Dame-de-la-Délivrance
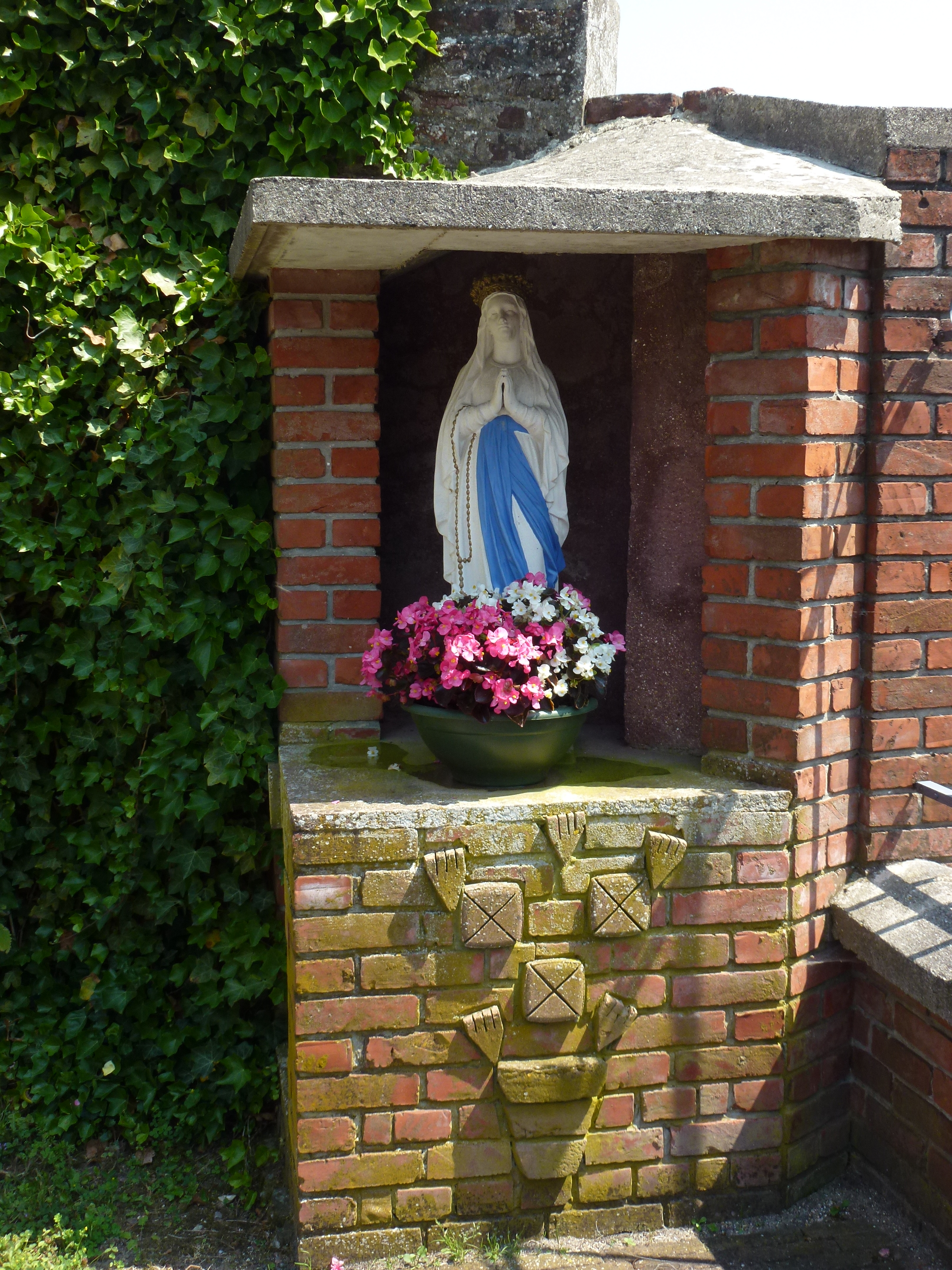
Oratorium Notre-Dame-de-Lourdes